# Miscon
Miscon – miejscowość i gmina we Francji, w regionie Owernia-Rodan-Alpy, w departamencie Drôme.
Według danych na rok 1990 gminę zamieszkiwało 38 osób, a gęstość zaludnienia wynosiła 3 osób/km² (wśród 2880 gmin regionu Rodan-Alpy Miscon plasuje się na 1579. miejscu pod względem liczby ludności, natomiast pod względem powierzchni na miejscu 927.).